# Tanja Strniša
Tanja Strniša, slovenska kmetijska ekonomistka in političarka, * 21. november 1962, Novo mesto.
Od 13. maja 2010 je bila državna sekretarka Republike Slovenije na ministrstvu za kmetijstvo, gozdarstvo in prehrano.
Avgusta 2019 je bila imenovana za slovensko veleposlanico v Pragi, kjer je že delovala v letih 2008–09. Funkcija preneha veljati z 31. julijem 2024.